# ...Again Shall Be
...Again Shall Be – pierwszy album studyjny norweskiego zespołu Hades, jeszcze przed zmianą nazwy na obecną Hades Almighty. Został nagrany na przełomie czerwca i lipca 1994 roku w norweskim studiu nagraniowym Grieghallen Studio, wydany tego samego roku przez amerykańską wytwórnie muzyczną Full Moon Productions.

## Lista utworów
1. „Pagan Triumph” – 3:43
2. „Hecate (Queen of Hades)” – 4:07
3. „The Ecstacy of an Astral Journey” – 6:39
4. „An Oath Sworn in Bjorgvin” – 4:54
5. „...Again Shall Be” – 4:44
6. „The Spirit of an Ancient Past” – 6:09
7. „Unholy Congregation” – 5:20
8. „Glorious Again the Northland Shall Become – 6:53
9. „Be-Witched” – 6:15
10. „In the Moonless Sky” – 5:03

## Twórcy
- Jan Otto „Janto” Garmanslund[1] - śpiew, gitara basowa
- Jørn Inge Tunsberg - gitara, instrumenty klawiszowe
- Remi Andersen[1] - instrumenty perkusyjne
- Wilhelm Nagel - gitara